# KrasAvia

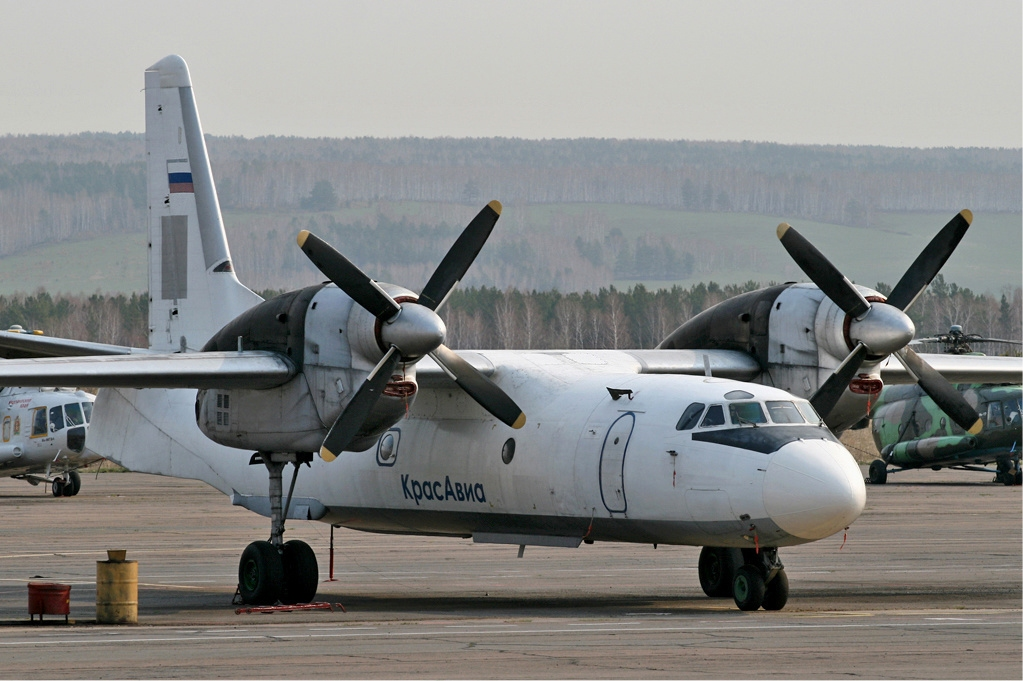
KrasAvia Antonov AN-32

KrasAvia est une compagnie aérienne régulière et charter de passagers basée à Krasnoïarsk, en Russie. C'est le plus grand transporteur régional de Russie, avec une flotte de 44 avions et hélicoptères La compagnie aérienne appartient à l'administration de la région de Krasnoïarsk.

## Histoire
Elle a été créée en 1956 sous le nom de Turin Airline avant d'être renommée Evenkia Avia en 2002 et KrasAvia en 2007. Son Hub se trouve à l'Aérodrome Tcheremchanka de Krasnoïarsk.

## Destinations
Aéroport de Krasnoïarsk - Yemelyanovo avec Antonov AN-26 B-100 à
- Tura, Kraï de Krasnoïarsk
- Baikit
- Vanavara
- Tunguska
- Khatanga

Tura, Kraï de Krasnoïarsk avec Antonov AN-26 B-100 à
- Aéroport de Krasnoïarsk - Yemelyanovo
- Khatanga

Baikit avec Antonov AN-26 B-100 à
- Aéroport de Krasnoïarsk - Yemelyanovo

Vanavara avec Antonov AN-26 B-100 à
- Aéroport de Krasnoïarsk - Yemelyanovo

Tunguska avec Antonov AN-26 B-100 à
- Aéroport de Krasnoïarsk - Yemelyanovo

Khatanga avec Antonov AN-26 B-100 à
- Tura, Kraï de Krasnoïarsk
- Aéroport de Krasnoïarsk - Yemelyanovo
- Norilsk

Norilsk avec Antonov AN-26 B-100 à
- Dikson
- Khatanga

Dikson avec Antonov AN-26 B-100 à
- Norilsk

Tura, Kraï de Krasnoïarsk avec Mil Mi-8 (des vols opèrent également à partir de ces destinations vers Tour) à
- Baikit
- Vanavara
- Ekonda
- Chirinda
- Esey
- Uchami
  - Tutonchana
- Kislokan
  - Yuktali
- Nidym

Baikit avec Mil Mi-8 (des vols opèrent également de ces destinations vers Baikit) à
- Kayumba
  - Osharova
    - Miryuga
- Burnyy
  - Kuzmovka
    - Sulomai
      - Tunguska (Oblast d'Irkoutsk)
- Poligus
- Surinda
- Vanavara

Vanavara avec Mil Mi-8 (les vols opèrent également de ces destinations vers Vanavara) à
- Strelka-Chunya
- Chemdalsk
- Oskoba
  - Mutoray

Khatanga avec Mil Mi-8 (des vols opèrent également à partir de ces destinations vers Khatanga) à
- Novorybnaya
  - Syndassko
    - Popigay (localité rurale)
- Novaya
  - Heth
    - Kataryk
- Kotuy

## Flotte

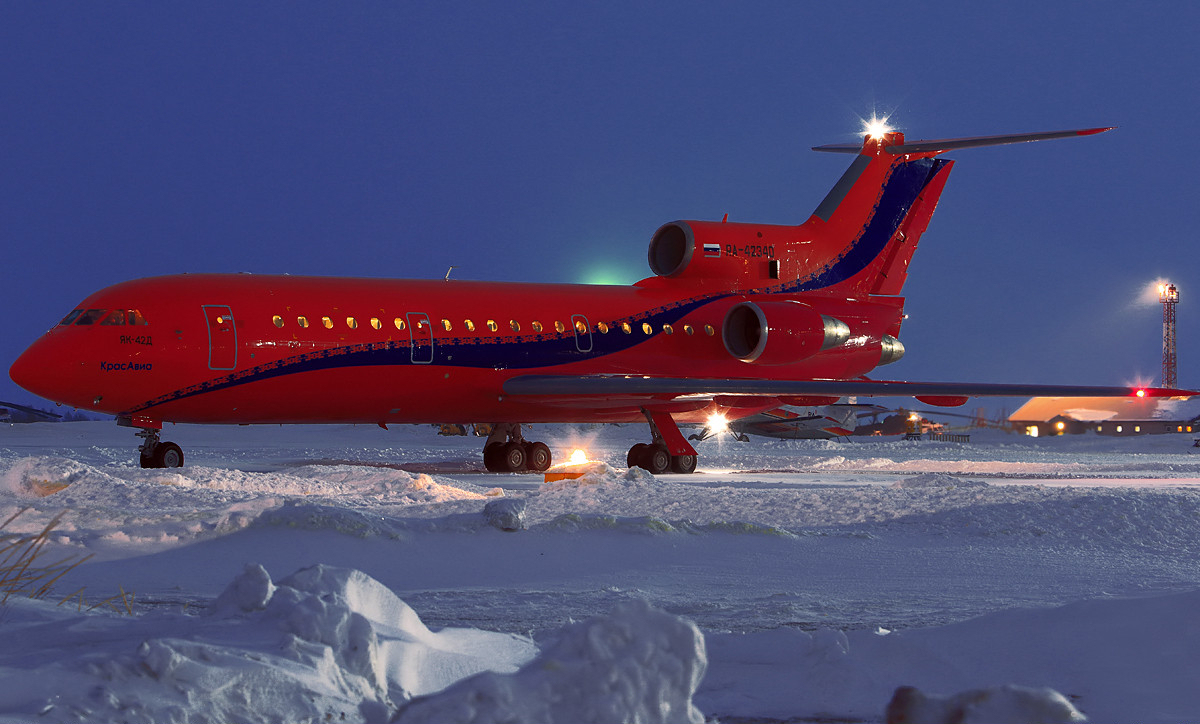
KrasAvia Yakovlev Yak-42

Depuis novembre 2019 :
| Type d'aéronef       | actif            | Remarques |
| -------------------- | ---------------- | --------- |
| Soit L-410           | 5                |           |
| Antonov An-2         | 2 (stocké)       |           |
| Antonov An-24RV      | 3 (+2 mémorisé)  |           |
| Antonov An-26B       | 4 (+1 stocké)    |           |
| Antonov An-32        | (stockée)        |           |
| Yakovlev Yak-40      | (stockée)        |           |
| Yakovlev Yak-42      | 9 (+1 stocké)    |           |
| Mil Mi-8T, Mil Mi-17 | 28 (+3 mémorisé) |           |